# Deutsches Sprachpflegeamt
Das Deutsche Sprachpflegeamt wurde 1935 zum 50-jährigen Jubiläum des Allgemeinen Deutschen Sprachvereins in Dresden gegründet. Es war das amtliche Gegenstück zur Deutschen Akademie in München und dem Deutschen Sprachverein.
Die Aufgaben des Amtes waren die Überwachung der Sprache in ihren schriftlichen und mündlichen Äußerungen, im persönlichen und öffentlichen Leben, besonders im Rundfunk und in der Presse. Es sollte mit Rügen, aber auch mit Lob, Einfluss nehmen. Außerdem sollte die Notwendigkeit der Pflege von Hochsprache und Mundarten der Öffentlichkeit immer wieder ins Bewusstsein gebracht werden. Eine weitere Aufgabe sah das Amt in der Bekämpfung von Schäden im Wortschatz und Wortgebrauch, von Fremdwörtern, Modewörtern, Abkürzungswörtern sowie in der Festigung der sprachlichen Verbindung mit dem Deutschtum jenseits der Grenzen.
Gemeinsam mit Erich Gierach wirkte Ewald Geißler im nationalsozialistischen Sinne bei der Gründung des Deutschen Sprachpflegeamts mit. Amtsleiter wurde schließlich Rudolf Buttmann, wissenschaftlicher Leiter Otto Basler. Beide übten ihre Arbeit ehrenamtlich aus. Räumlichkeiten wurden dem Amt unentgeltlich von der Reichsschrifttumskammer in Berlin zur Verfügung gestellt. Schon kurz nach der Arbeitsaufnahme zeigte sich, dass das Amt nur wenig Regierungsunterstützung hatte, was sich auch im Etat des Amts widerspiegelte. Überleben konnte das Sprachpflegeamt nur dank der finanziellen und sonstigen Unterstützung durch das Bibliographische Institut.
Nach einer Rede, die Joseph Goebbels anlässlich der Maifeier 1937 hielt und in der er sich deutlich gegen Sprachpflege aussprach, verlor das Amt noch stärker an staatlicher Unterstützung. Es hatte keinen erkennbaren Einfluss mehr auf die Sprachpflege. So kam es 1940 sogar zu einem Verbot der Fremdwortverdeutschung (siehe auch Deutscher Sprachpurismus).
Bis zu seiner Schließung 1944 existierte es mit einem bescheidenen staatlichen Etat weiter.